# جو سكوت
جو سكوت (بالإنجليزية: Joe Scott)‏ (9 يناير 1930 في المملكة المتحدة - ) هو لاعب كرة قدم بريطاني في مركز الهجوم. لعب مع نادي لوتون تاون ونادي ميدلزبره ونادي هارتلبول يونايتد ونادي يورك سيتي ونيوكاسل يونايتد ونادي أشينغتون ‏ وسبنيمور يونايتد ‏.